# Arthur Seyss-Inquart
Arthur Seyss-Inquart (Duits: Seyß-Inquart), geboren als Artur Zajtich (Stannern, 22 juli 1892 – Neurenberg, 16 oktober 1946), was een Oostenrijks jurist en nazi-politicus. Hij behoorde aanvankelijk tot de 'gematigde' vleugel van de Oostenrijkse nazi's, maar ontwikkelde zich, als Rijkscommissaris van Nederland, in het door nazi-Duitsland bezette Nederland, tot een van de kopstukken van het regime.
Seyss-Inquart bevond zich onder de 22 oorlogsmisdadigers die tijdens het Proces van Neurenberg door een internationaal rechtscollege werden berecht. Hij werd op 1 oktober 1946 schuldig bevonden aan oorlogsmisdrijven en misdaden tegen de mensheid en ter dood veroordeeld. Het vonnis werd ruim twee weken later ten uitvoer gelegd.

## Biografie

### Familie
Seyss-Inquart werd in het voormalig Duitstalige stadje Stannern (thans Stonařov) in zuidwestelijk Moravië, provincie van de multi-etnische dubbelmonarchie Oostenrijk-Hongarije, geboren als zoon van de docent klassieke talen Emíl Zajtich (later Emil Seyß, daarna Seyss-Inquart, geboren te Jaroslau, Galicië in 1840 en overleden in Wenen in 1920) en diens echtgenote Auguste Hyrenbach. Zijn vader was deels van Tsjechische afkomst, zoals vele Duitstaligen in deze regio, en rooms-katholiek van geloof, terwijl zijn moeder uit een voornamelijk etnisch Duits geslacht kwam en het protestants-lutherse geloof aanhing. Seyss-Inquart was het zesde kind, zijn oudere broers en zussen waren Hedwig, Richard († 1941, gepromoveerd in de opvoedkunde, justitieel directeur van de jeugdgevangenis Wenen-Simmering tot 1939 en geldend als zachtaardige jeugdwerker), Irene, Henriette en Robert.
In 1907 verhuisden zijn ouders met hun gezin naar Wenen. In de Oostenrijkse rijkshoofdstad liet vader Emil onder invloed van de liberaal-nationalistische Duitse tendensen (zie Georg von Schönerer) de Tsjechische naam Zajtich - die hij al vóór 1900 als Seyß had gevoerd en geschreven - in datzelfde jaar tegen een aanzienlijk bedrag officieel in het Duitser klinkende Seyss-Inquart veranderen. Seyss-Inquart sr. probeerde daarmee zijn West-Slavische wortels te verbergen, hoewel hij deze gemeen had met vele leidende nationaalsocialisten in het multiculturele Wenen.
In 1911 leerde Seyss-Inquart zijn latere partner Gertrud Maschka kennen. Het paar trouwde in 1916 en kreeg drie kinderen: Ingeborg Caroline Auguste (1917), Richard (1921) en Dorothea (1928).

### Vroege carrière

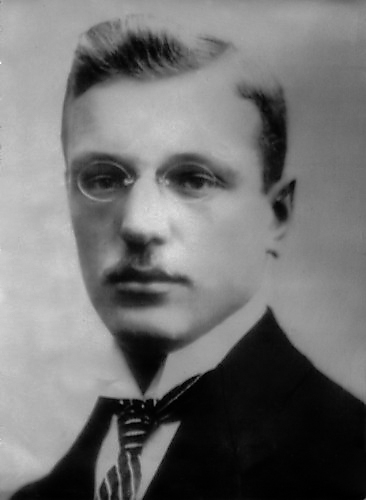
Arthur Seyss-Inquart (1925)

Hij studeerde rechten. Zijn tweede en laatste juridische staatsexamen deed hij met goed gevolg in 1917 op 25-jarige leeftijd. Tijdens de Eerste Wereldoorlog vocht hij als militair in het Oostenrijks-Hongaarse leger in Rusland, Roemenië en Italië. Met een zware verwonding aan een van zijn benen keerde hij van het front terug. Daardoor zou hij altijd mank blijven lopen (volgens andere verhalen door een val bij het bergbeklimmen of door een motorongeluk). Toen Oostenrijk tegen het einde van die oorlog veranderde, pakte hij zijn studie in de rechten weer op (die hij al voor de oorlog was begonnen) en werd jurist. In de jaren twintig en dertig was hij werkzaam als advocaat. Vanaf 1931 maakte hij deel uit van nazistische Oostenrijkse groeperingen. In 1934 begon zijn politieke loopbaan toen hij medewerkend lid werd van het kabinet van Engelbert Dollfuss. Seyss-Inquart was slechts passief betrokken bij de geslaagde nazimoordaanslag op de katholieke en antinazistische Oostenrijkse bondskanselier Dollfuss in datzelfde jaar. Deze moordaanslag werd met geheime steun van Duitsland voltrokken, terwijl de Italiaanse dictator Mussolini toen nog vijandig tegenover de nazi's stond en het corporatistische Oostenrijk te hulp wilde schieten in geval van een Duitse inval.

### Anschluss

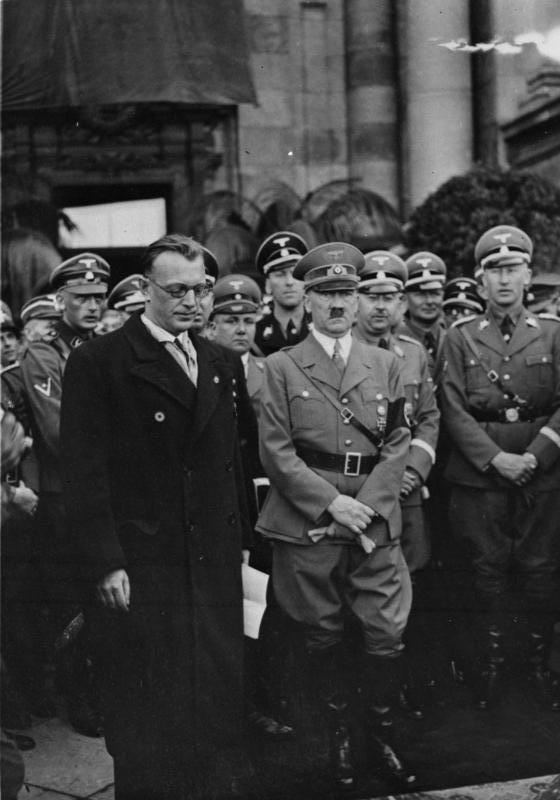
Seyss-Inquart naast Hitler, en verder o.a. Himmler en Heydrich, tijdens de Anschluss in Wenen (1938)

In 1938 werd hij onder de enorme druk en dreiging van de Duitse dictator Adolf Hitler tot minister van Binnenlandse Zaken in het Oostenrijkse kabinet van Kurt Schuschnigg benoemd.
In datzelfde jaar speelde hij een belangrijke rol bij de aansluiting (de zogeheten Anschluss) van Oostenrijk bij Duitsland (zgn. Groot-Duitse oplossing). Onder dwang en dreiging van de zijde van de nationaalsocialistische Duitse Rijksregering benoemde president van Oostenrijk Wilhelm Miklas hem midden maart 1938 tot bondskanselier, waarna hij de Duitse troepen zonder enige militaire tegenstand binnen liet trekken. Seyss-Inquart was slechts een paar dagen bondskanselier. Hitler benoemde hem zeer kort daarna tot rijksstadhouder van het geannexeerde Oostenrijk (Ostmark), wat hij tot eind april 1939 bleef.
Op 1 mei 1939 werd de Oostenrijkse regering opgeheven. Op diezelfde datum werd Seyss-Inquart rijksminister zonder portefeuille, een functie die hij formeel tot het einde van de oorlog in 1945 bleef bekleden.

### Plaatsvervanger van de gouverneur-generaal van het Generaal-gouvernement
Later in 1939, na de inval in Polen, werd hij ook plaatsvervanger van gouverneur-generaal Hans Frank van het Generaal-gouvernement (het deel van Polen dat door nazi-Duitsland wel bezet, maar niet geannexeerd was).

### Rijkscommissaris van Nederland

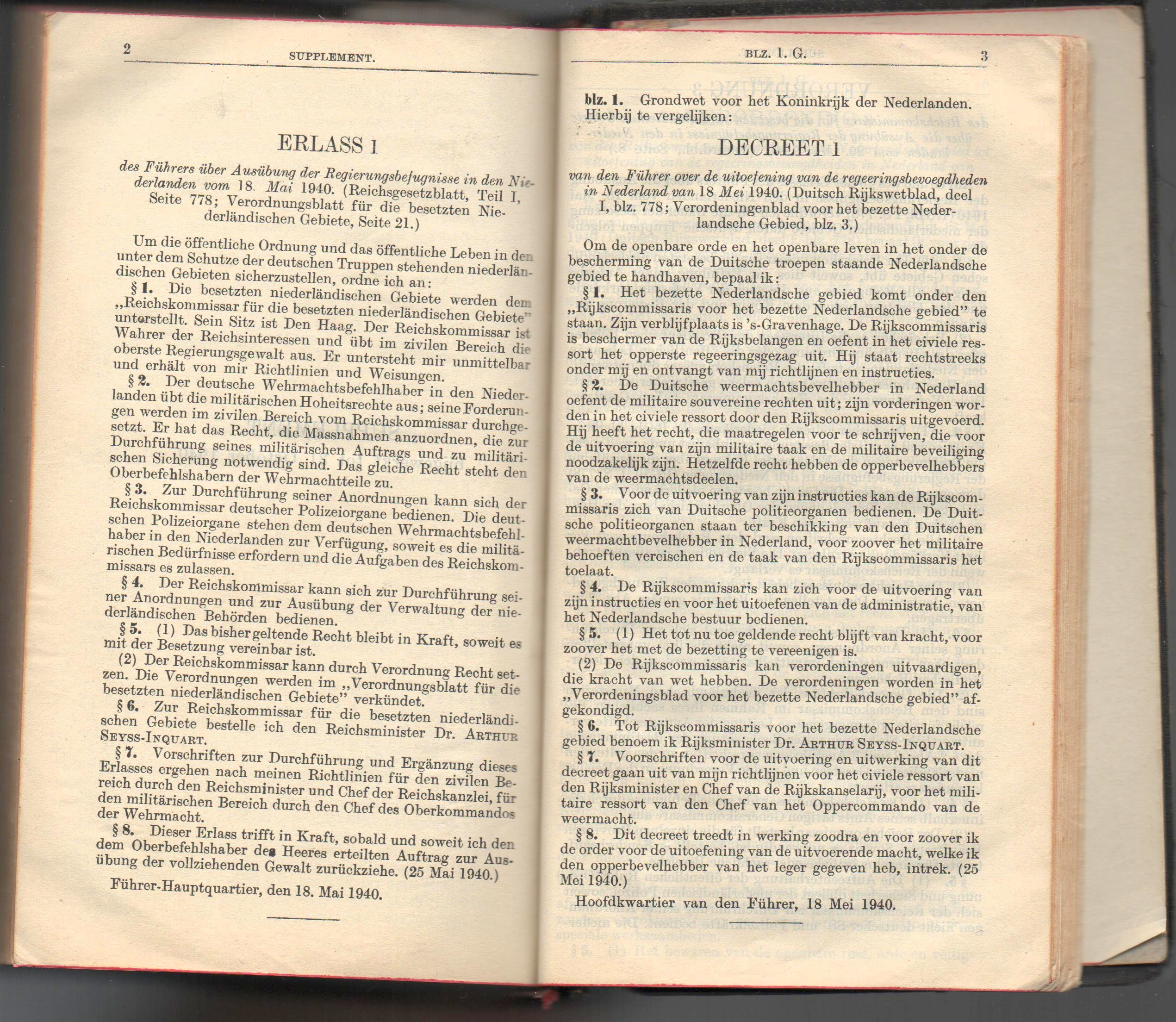
Pagina 1 van de door Hitler ingestelde decreten met links de Duitstalige verordening en rechts de Nederlandse vertaling. Dit supplement was achter in het wetboek toegevoegd.

In 1940 werd hij rijkscommissaris (officieel voluit Reichskommissar für die besetzten niederländischen Gebiete) van het door de Duitsers bezette Nederland en in de Ridderzaal officieel door de Duitse Wehrmachtgeneraals, Nederlandse en Duitse ambtenaren ingehuldigd. Deze verplaatsing van Wenen naar Den Haag werd overigens door velen als degradatie gezien. Seyss-Inquart stond binnen de Nationaalsocialistische Duitse Arbeiderspartij (NSDAP) als te gematigd bekend om de 'joodse problematiek' in Wenen op te lossen. De aanstelling werd als decreet aan de Nederlandsche wetboeken toegevoegd onder 'decreet 1, artikel 6'.

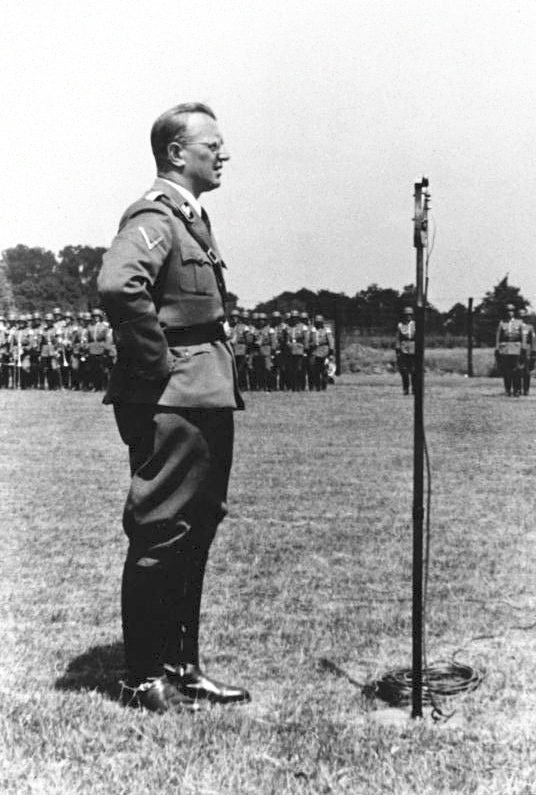
Seyss-Inquart spreekt de Ordnungspolizei toe in Den Haag (1940)

Eerst probeerde hij met zachte hand de Nederlanders voor het nationaalsocialisme te winnen, onder meer door publieke optredens, strikte normen voor Duitse soldaten en het oprichten van Duits-Nederlandse vriendschapsinitiatieven. Hij was vanaf het begin van de bezetting regelmatig in de Polygoonjournaals te zien waar hij zich als weldoener en kindervriend presenteerde. Het Polygoonjournaal diende in de eerste plaats als instrument om de activiteiten van gelijkgeschakelde instellingen, zoals de Nederlandse Opbouwdienst en Winterhulp Nederland, onder de aandacht van het Nederlandse bioscooppubliek te brengen. Waarschijnlijk had hij verwacht dat de meeste Nederlanders zijn "uitgestoken hand" zouden aanpakken. Maar dat gebeurde niet en na de Februaristaking in 1941 voerde ook Seyss-Inquart - die onder druk werd gezet door de SS - de Duitse onderdrukking sterk op. Toen de oorlog langzamerhand verloren was, trad hij steeds harder en fanatieker op tegen het Nederlandse ondergrondse verzet. Verschillende keren heeft hij wel geprobeerd om harde wraakmaatregelen van de SS uit te stellen of te verbieden, wat vanwege Himmlers invloed steeds moeilijker werd.
In december 1942 werd het gerucht verspreid dat zijn dochter door verzetsstrijders ontvoerd was. Seyss-Inquart had de waarschuwing gekregen dat zijn dochter hetzelfde lot zou ondergaan als een gijzelaar terechtgesteld werd. Er was twijfel over de juistheid van het gerucht, maar het was een feit dat er in die maanden geen enkele gijzelaar gefusilleerd werd. Het gerucht was waarschijnlijk vals. Dit is wel een concreet plan geweest, zoals staat beschreven in het boek "Oorlog in een dorp aan de IJsel" door Piet Willemsens. Het plan is op verzoek van andere verzetsgroepen afgeblazen omdat de repercussies en het risico te groot zouden zijn.
Seys-Inquart was verantwoordelijk voor de deportatie van meer dan honderdduizend Joden naar de concentratiekampen en vernietigingskampen. Hoewel hij wist van de Jodenvervolgingen en werkkampen (onder meer Westerbork), beweerde hij tijdens het Proces van Neurenberg dat, als hij op de hoogte was gebracht van het bestaan van daadwerkelijke vernietigingskampen in Oost-Europa, hij alles zou hebben gedaan om deze deportaties te voorkomen. Bij Himmler heeft hij verschillende pogingen ondernomen om een einde te maken aan de Jodenvervolgingen met als argument dat dit tijdens de oorlog alleen maar tot onnodige onrust leidde, in de materiële productie en onder de "Arische" bevolking. Hij verzette zich echter niet daadwerkelijk tegen zijn superieuren.
Toen in september 1944 de spoorwegstaking uitbrak, verbood Seyss-Inquart als represaille de binnenvaart, waardoor de bevoorrading van Holland kwam stil te liggen. De hongerwinter in West-Nederland kan daarom aan Seyss-Inquart worden verweten, hoewel anderen de schuld geven aan de stakingsoproep van premier Gerbrandy. In de laatste dagen van de oorlog was Seyss-Inquart persoonlijk betrokken bij onderhandelingen met de geallieerden over voedseldroppings in de grote steden van West-Nederland. Tijdens een ontmoeting in Achterveld op 30 april 1945 weigerde Seyss-Inquart zich over te geven, terwijl hij wist dat de oorlog verloren was. Deze weigering leidde tot irritatie bij de Amerikaanse generaal Walter Bedell Smith, die Seyss-Inquart de woorden toevoegde: "Jij wordt hoe dan ook doodgeschoten", waarop Seyss-Inquart antwoordde "Dat laat me koud". Hierop sprak Bedell Smith de woorden: "Dat zal het zeker doen!"

#### Woonplaats
Seyss-Inquart woonde tijdens zijn verblijf in Nederland gedurende de eerste helft van de bezetting op het landgoed Clingendael te Wassenaar. Hij liet daar onder meer de grafstenen van de hondengraven plat leggen uit angst dat zich sluipmoordenaars achter die stenen zouden verstoppen. Ook liet hij tussen Clingendael en het Haagse landgoed Oosterbeek de commandobunker bouwen die nog vlak naast de Julianakazerne te zien is. Deze als boerderij gecamoufleerde bunker van 61 bij 30 meter bevatte onder meer de werkkamer van Seyss-Inquart. Tijdens de tweede helft van de oorlog vertrok hij met zijn staf naar Apeldoorn, waar hij zijn kantoor in een villa aan de Loolaan 554 vestigde, nadat hij er in de tuin een ondergrondse commandobunker had laten bouwen van 35 meter lang en 13,25 meter breed. Zelf ging hij met zijn gezin wonen in een geconfisqueerde villa aan de Parkstraat in Velp. Na Dolle Dinsdag verhuisde hij met zijn gezin, vanwege de voortdurende en toenemende oorlogshandelingen in en rond Velp, naar Landgoed Spelderholt in Beekbergen, waar het rustiger was.

#### Nieuw regeringscentrum
Reeds in 1942 besloot Seyss-Inquart dat Apeldoorn het nieuwe regeringscentrum moest worden, omdat hij een geallieerde invasie vanaf de kust vreesde. De belangrijkste onderdelen van zijn regering verplaatste hij vanaf 1943 daarheen, zoals zijn kantoor en staf, en de SS- en politierechtbank (SS- und Polizeigericht X) in Velp. Pas toen de geallieerden vanuit het zuiden Nederland binnentrokken, verhuisde Rauter met zijn staf in de tweede helft van september 1944 naar Apeldoorn. Voorts vestigden in 1943 de Hoge Raad zich in Nijmegen en de Ordnungspolizei (Grüne Polizei) zich in Arnhem, terwijl diverse departementen hun intrek in de statige panden in Apeldoorn namen.

#### Ontsnappingspoging en arrestatie
Direct na de capitulatie van de Duitsers in Nederland op 4 mei 1945, vertrok hij aan boord van een torpedobootjager die naar Hamburg koers zette. Daar werd hij op 8 mei gearresteerd. Zijn bedoeling was te vluchten naar het nog door Duitsland bezette Noorwegen, maar tijdens zijn verhoor op het hoofdkwartier van de Canadese opperbevelhebber Generaal Crerar verklaarde hij zich ter beschikking te hebben willen stellen aan Groot-Admiraal Dönitz, die na de zelfdoding van Hitler op 30 april 1945, als hoofd van de regering in Flensburg zetelde. Toen bleek dat de Duitsers in Noorwegen ook gecapituleerd hadden, vluchtte hij naar Hamburg. Hij werd terug naar Nederland overgebracht en dagen lang vastgehouden in een Engelse legertent op een voetbalveld in Delden, vlak bij zijn vroegere residentie, kasteel Twickel. Voor vooronderzoek werd hij daarna overgebracht naar het Luxemburgse oord met de codenaam "Ashcan" in Bad Mondorf, waar alle van oorlogsmisdaden verdachten werden verzameld.

### Proces van Neurenberg

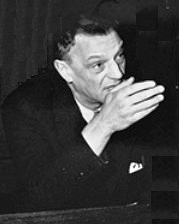
Seyss-Inquart als aangeklaagde tijdens een schorsing van zijn proces in Neurenberg

Seyss-Inquart werd door de geallieerden wegens zijn rol in de Anschluss en de bezetting van Polen onder internationale jurisdictie geplaatst en als een van de 22 major war criminals voor het Internationale Militaire Gerechtshof in Neurenberg gedaagd. De Nederlandse regering, die geen partij was in Neurenberg, mocht punten voor de aanklacht aandragen bij de Franse aanklager bij het tribunaal. Er werd een nota van beschuldigingen opgesteld door de volkenrechtsdeskundige Jan Hendrik Willem Verzijl, de oud-secretaris-generaal van Defensie J. Woltman en Nico Posthumus van Oorlogsdocumentatie.
De algemene aanklacht tegen de 22 verdachten bestond uit drie categorieën internationale misdrijven, te weten
- misdrijven tegen de vrede
- oorlogsmisdrijven (in eigenlijke zin)
- misdaden tegen de menselijkheid.

Er werden tegen Seyss-Inquart drie concrete aanklachten geformuleerd:
1. Hij had de Anschluss bevorderd, de min of meer geforceerde inlijving van Oostenrijk bij het Duitse Rijk in 1938
2. Hij had deelgenomen aan een samenzwering tot het ontketenen van agressie-oorlogen
3. Hij had opdracht gegeven tot oorlogsmisdaden en misdaden tegen de mensheid (of deze geleid, dan wel hieraan deelgenomen)

Deze punten bestreken drie van de vier soorten internationale misdrijven.
Op 1 oktober 1946 deed het hof uitspraak. Seyss-Inquart werd vrijgesproken van samenzwering tot of voorbereiding van agressie-oorlogen, en werd op de twee andere algemene punten (oorlogsmisdrijven en misdaden tegen de menselijkheid) schuldig bevonden. Hij werd ter dood veroordeeld, en het vonnis werd bekrachtigd door de Geallieerde Controleraad. In de nacht van 15 op 16 oktober 1946 werd hij, samen met andere nazi-kopstukken, door ophanging terechtgesteld. Zijn laatste woorden waren: "Ik hoop dat deze executie de laatste akte van de tragedie van de Tweede Wereldoorlog zal zijn en dat de les die uit deze wereldoorlog geleerd is, moge zijn dat vrede en begrip tussen de verschillende volkeren zal bestaan. Ik geloof in Duitsland."
In de vlak voor zijn dood geschreven brieven aan zijn pater-biechtvader (Bruno Spitzl) had de later herbekeerde katholieke Seyss-Inquart min of meer een schuldbekentenis afgelegd, vooral over zijn optreden tegen Nederlandse burgers en het toestaan van de Jodendeportaties naar Oost-Europa.
Zijn as werd verstrooid in de rivier de Isar om te voorkomen dat zijn graf een samenkomstplaats voor oud-nationaalsocialisten zou worden.

## Decoraties
Selectie:
- Erekruis voor Frontstrijders in de Wereldoorlog[4]
- Gewondeninsigne 1939 in zwart[4][19]
- Gouden Ereteken van de NSDAP[4][19] op 30 januari 1939[20]
- Danziger Kreuz, 2e Klasse op 24 oktober 1939[4]
- Kruis voor Oorlogsverdienste, 1e Klasse en 2e Klasse[4]
- Signum Laudis, zilver met Zwaarden[4]
- Karel-Troepen-Kruis[4]
- Gewondenmedaille met 1 streep[4]
- Herinneringsmedaille voor Deelnemers aan de Wereldoorlog met Zwaarden[4]

## Bijnamen
Zijn naam werd door Nederlanders opzettelijk verbasterd tot (onder andere) Zes-en-een-kwart. In het Verzetsmuseum in Amsterdam is een voorbeeld te vinden van een sigarettendover, samengesteld uit Nederlandse munten ter waarde van 6,25 cent.

Ook werden bijnamen gebruikt als 'Seys Hinkelepink', 'Seyss Hinkwat' en 'Judas Mankabenus'. Deze bijnamen refereren aan het feit dat Seyss-Inquart mank liep.

### Affaire?
Het gerucht gaat dat Seyss-Inquart in zijn leven een maîtresse had, Dora Peekema-Dibbets. Volgens berichten uit het Nationaal Archief en een artikel van het AD zou Arthur samen met Dora seksfeestjes georganiseerd hebben waarbij hij deelnam aan verschillende orgies. De dochter en nicht van Dora Peekema-Dibbets zouden twee van de naaktdanseressen zijn die meededen.
Maar volgens de Duitse historicus Johannes Koll, die in 2017 een uitgebreide biografie over Seyss-Inquart publiceerde, is het hoogst onwaarschijnlijk dat de rijkscommissaris en Dora ("Dolly") een relatie hadden.